# The Beatles: Get Back
The Beatles: Get Back je třídílný dokumentární televizní seriál novozélandského filmového režiséra Petera Jacksona, který zachycuje skupinu The Beatles během nahrávání posledního studiového alba Let It Be. Film má ukázat lepší stránku vztahů mezi členy kapely a zároveň tak přehodnotit původní vyznění snímku Let It Be z roku 1970, kdy byla atmosféra během nahrávání několik let považována za vysoce konfliktní. Film čerpá z původního materiálu, který pořídil režisér Michael Lindsay-Hogg pro film Let It Be v lednu 1969. Premiéru měl mít tento snímek mít již 4. září 2020 v distribuci společnosti The Walt Disney Company, ovšem kvůli pandemii covidu-19 byla jeho premiéra odložena na 27. srpna 2021. V červnu 2021 bylo oznámeno, že projekt bude představen jako tři samostatné epizody, které odvysílá digitální platforma Disney+ ve dnech 25., 26. a 27. listopadu 2021.

## Produkce

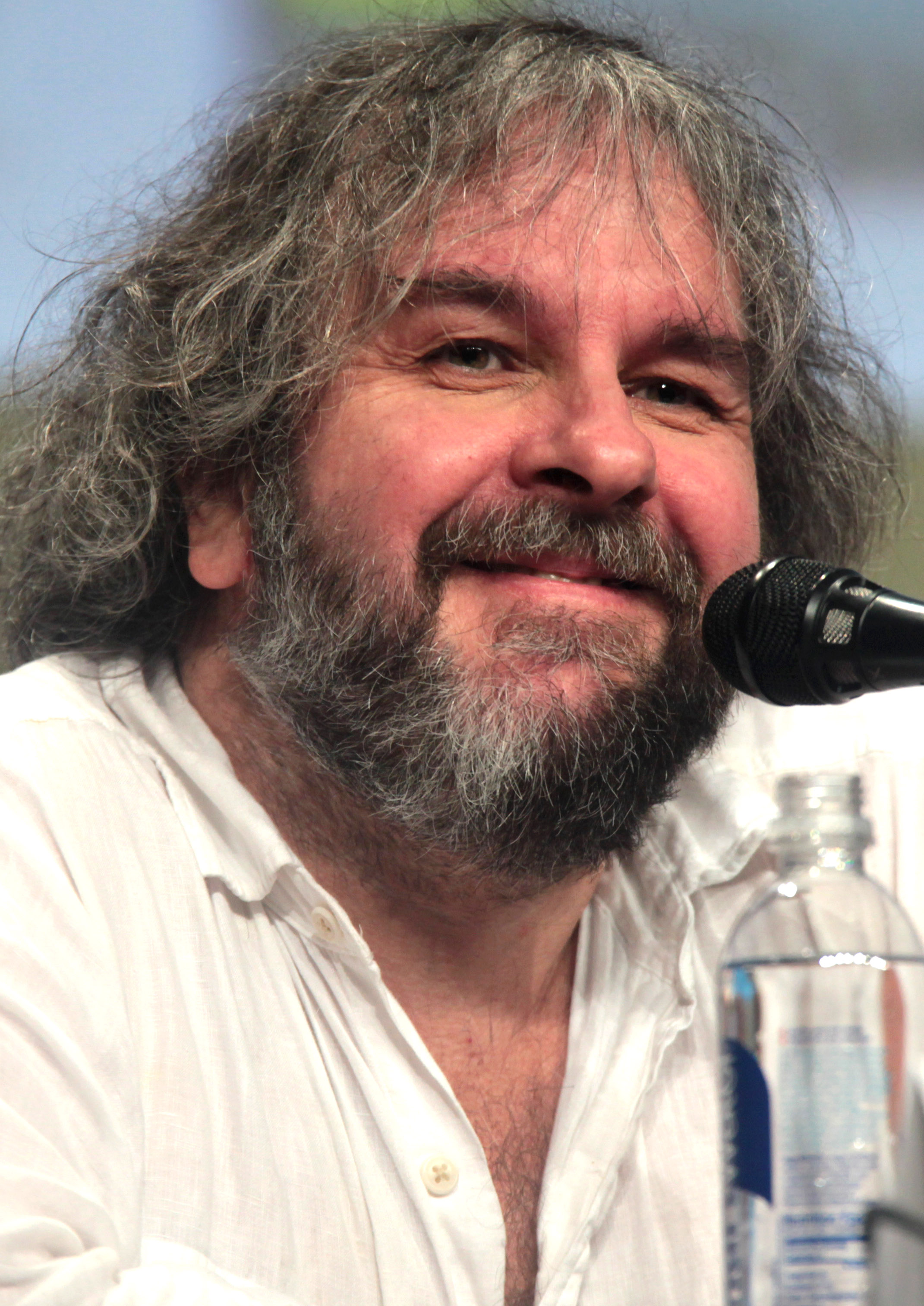
Režisér snímku Peter Jackson.

Realizace projektu byla oznámena 30. ledna 2019, u příležitosti 50. výročí posledního koncertu Beatles na střeše. Film čerpá z 55 hodin dosud neviděného filmového materiálu a 140 hodin zvukového záznamu, který byl poskytnut režisérovi Peteru Jacksonovi a jeho týmu. Součástí filmu bude i 42minutový střešní koncert. Pro film byly využity techniky, které Jackson použil již v dokumentu They Shall Not Grow Old, použil v něm transformací záběrů s moderními produkčními technikami. S odkazem na léta diskutované mýty o nepřátelské atmosféře mezi členy skupiny, v tiskovém prohlášení uvedl, že se mu „ulevilo, když zjistil, že skutečnost se velmi liší od mýtů... Jistě, existují momenty dramatu - ale s žádným sporem, s nímž je tento projekt spojen, již dlouho nesouvisí.“ 
Jako by nás stroj času přenesl do roku 1969 a my seděli ve studiu a přihlíželi, jak čtyři přátelé vytvářejí úžasnou hudbu. Jsem vzrušen a cítím se být poctěn, že mi byl svěřen tento mimořádný materiál. Dělat tento film bude čirá radost.
Peter Jackson (2019)
Film vznikl ve spolupráci s Paulem McCartneyem, Ringo Starrem a vdovami po Johnu Lennonovi (Yoko Ono) a Georgovi Harrisonovi (Olivia Harrison). V tiskové zprávě McCartney uvedl: „Jsem opravdu šťastný, že se Peter ponořil do našich archivů a vytvořil film, který ukazuje pravdu o společném nahrávání Beatles“, zatímco Starr zdůraznil: „Byly to hodiny a hodiny smíchu a hrání hudby, ne tak jako ukazuje film Let It Be, který vyšel [v roce 1970]. Byla tam spousta legrace a myslím, že to Peter ukáže. “